# 岡本義則 (武士)
岡本 義則（おかもと よしのり）は、江戸時代の武士。

## 略歴
下野国塩谷郡泉郷の旗本岡本義保の次男として生まれる。
那須の蘆野領主蘆野資泰に跡継ぎがいなかったので、資泰は義保に、義保の次男義則に養子縁組を申し入れ、義保もこれを受諾し、いったんは養子縁組の話が成立した。しかし、資泰の家臣たちはこれに反対し、資泰の飛び地領である芳賀郡赤羽村の庄屋の娘との間に出来た庶子（男子）を跡継ぎにするべきとして、資泰はこれを受け入れ、この実子を芦野左近（蘆野資俊）と名乗らせ後継とし、岡本家との養子縁組の話を一方的に破談にしてしまう。
これに激怒した義保は、岡本家と義則の面目を立てるため、弟の保真の娘と義則を結婚させてその跡継ぎとし、義則には、義保の領地より1000石を分地して持たせ、保真の領地の1000石と合わせて2000石の江戸詰の旗本にして、資泰を見返そうとした。資泰の石高もほぼ同じくらいであった。これを保真も了解し、幕府への分地願いも出したが、それが受理される前の寛永18年（1641年）12月29日、義保が没し、この話はいったん延期となる。
もっとも、この話にはそもそも無理があった。岡本家の領地は4370石であったが、岡本家には60～70人とも言われる家来がいたが、財政的にかなり苦しく、1000石も分地すれば財政的に破綻に近い状態となるのは明らかであった。そこで義保の跡を継いだ義則の兄の義政は、この財政事情を考え、叔父の保真がいなければこの話も破談となり、うまくやれば保真の領地である1000石を甥と叔父の関係で相続することが出来ると考え、保真の殺害を画策し実行した。
いわゆる泉騒動の勃発である。寛永21年（1644年）に勃発したこの騒動で、兄の義政は、叔父の保真の殺害に成功し、保真側の親族の訴えによる幕府での審議も有利に進めていたが、最終的には、喧嘩両成敗の裁定により岡本家は改易となり、義則も浪人となる。翌1645年、義則は18歳で没した。
後世、この事件については、義政による事件の決行が1～2年遅れていれば、問題は自然解決したにもかかわらず、事を急いて家を没落させてしまった事は不幸な出来事であったと評されている。